# Калу Ринпоче
Кябдже Калу Ринпоче (1905 – май 10, 1989) е изтъкнат Будистки лама, учен и майстор на медитацията, един от първите преподаващи на Запад Тибетски учители. Титлата „Ринпоче“ към името му означава буквално скъпоценен и е част от името на високореализирани и почитани, най-често съзнателно прераждащи се лами.

## Ранни години и учители
Калу Ринпоче е роден през 1905, или според Тибетския календар годината на женската дървена змия в Окръг Трешо Ганг чи Рава в района Хор в Кхам, източен Тибет.
Петнадесетгодишен Калу Ринпоче бива изпратен в Палпунг, един от важните манастири на школата Карма Кагю. Той остава там повече от десет години, усвоявайки огромно количество учения, представляващи философската основа на Будистката практика, а също така завършва два тригодишни ретрийта или медитационни уединения на усилена практика.
На възраст около двадесет и пет Ринпоче вече напуска манастира за да последва живота на самотен йоги в горите на източен Тибет. За почти петнадесет години той има задълбочена реализация на всички аспекти на ученията и в резултат започва да се носи славата му на Бодхисатва.

## Преподавателска работа в Тибет
Калу Ринпоче се завръща в Палпунг за да получи завършващите учения от Друпон Норбу Дондруб, който му поверява рядко срещаната приемственост на Шангпа Кагю. От своя страна Тай Ситу го определя като Ваджра Учител на голямата Гомпа (медитационна зала) на манастира Палпунг, където той много години след това дава поучения и посвещения.
През 1940-те години като един от съпровождащите Ситу Ринпоче пътува в централен Тибет и интензивно преподава. Тук сред неговите ученици е и Ретинг Ринпоче, регент на Тибет преди пълнолетието на Далай Лама.
При завръщането си в Кхам Калу Ринпоче става глава на свързания с Палпунг медитационен център и учител по медитация на Шестнадесетия Кармапа. Той остава такъв до момента, в който ситуацията в Тибет не го принуждава да се присъедини към Тибетските бежанци в Индия.

## В изгнание в Индия и работа на Запад
През 60-те години на 20 век при Калу Ринпоче в Индия биват привлечени първите западни ученици. Така например в Сонада при него идват Хана и Оле Нидал. През 70-те вече интензивно работи също и в Европа и двете Америки, основявайки центрове в много страни. Във Франция установява център за традиционно тригодишно медитационно уединение и предава приемственостите на Карма Кагю и Шангпа Кагю на западните си последователи.